# 이광희 (정치인)
이광희(李廣熙, 1963년 10월 9일~)는 대한민국의 정치인이다. 제22대 국회의원이다.
제3회 전국동시지방선거의 청주시의원 선거에서 청주시 산미분장동 선거구에 출마했으나 32.42%의 득표율로 낙선했다. 제5회 전국동시지방선거의 충청북도의원 선거에서 민주당 공천을 받아 청주시 제5선거구에 출마해 당선되었으며 제6회 전국동시지방선거에서 같은 선거구에서 재선에 성공했다.
제22대 국회의원 선거를 앞두고 청주시 서원구에 출마 선언을 했으며 더불어민주당 공천에서 현역 의원인 이장섭을 제치고 공천을 받았다. 본 선거에서 52.46%의 득표율을 기록하면서 제22대 국회의원으로 당선되었다.

## 학력
- 성남고등학교 졸업
- 충북대학교 농생물학 학사
- 충북대학교 대학원 농학 석사
- 충북대학교 대학원 농학 박사

## 경력
- 1987년: 충북대학교 부총학생회 회장
- 산남두꺼비마을신문 편집장
- 2004년 6월~2005년 4월: 이근식 국회의원 정책보좌관
- 민주당 충청북도당 정책기획위원회 위원장
- 민주당 충청북도당 대변인
- 충청북도 환경정책자문관
- 한국청년연합회 공동대표
- 충북숲해설가협회 사무국장
- 분평동 우리신문 발행인
- 충북대학교 총동문회 상임이사
- 2010년 6월 2일: 제5회 전국동시지방선거 당선(민선 5기, 충북 청주시 제5선거구, 민주당, 초선)
- 2010년 7월~2014년 6월: 제9대 충청북도의회 의원(민선 5기, 충북 청주시 제5선거구, 민주당→민주통합당→민주당→새정치민주연합, 초선)
- 2014년 6월 4일: 제6회 전국동시지방선거 당선(민선 6기, 충북 청주시 제5선거구, 새정치민주연합, 재선)
- 2014년 7월~2018년 6월: 제10대 충청북도의회 의원(민선 6기, 충북 청주시 제5선거구, 새정치민주연합→더불어민주당, 재선)
  - 제10대 충청북도의회 예산결산특별위원회 위원장
  - 제10대 충청북도의회 의회운영위원회 위원장
- 더불어민주당 충청북도당 대변인
- 더불어민주당 정책위원회 부의장
- 2018년 4월~2018년 5월: 제7회 전국동시지방선거 충북 청주시장 더불어민주당 예비후보
- 2022년 4월~2022년 5월: 제8회 전국동시지방선거 충북 청주시장 더불어민주당 예비후보
- 2024년 4월 10일: 대한민국 제22대 국회의원 선거 당선(충북 청주시 서원구, 더불어민주당, 초선)
- 2024년 5월~: 더불어민주당 충청북도당 청주시 서원구 지역위원회 위원장
- 2024년 7월~: 더불어민주당 충청북도당 위원장
- 2025년 6월~: 더민주전국혁신회의 공동상임대표

### 의정 활동
- 2024년 5월 30일~: 제22대 국회의원(충북 청주시 서원구, 더불어민주당, 초선)
  - 2024년 6월~: 제22대 국회 전반기 행정안전위원회 위원

## 역대 선거 결과
|  | 32.42% |

|  | 59.37% |

|  | 60.09% |

|  | 52.46% |

## 소속 정당
| 소속 정당 | 소속 정당      | 소속 기간 | 비고      |
| --------- | -------------- | --------- | --------- |
|           | 무소속         | 2002~2004 | 정계 입문 |
|           | 열린우리당     | 2004~2007 | 입당      |
|           | 대통합민주신당 | 2007~2008 | 합당      |
|           | 통합민주당     | 2008      | 합당      |
|           | 민주당         | 2008~2011 | 당명 변경 |
|           | 민주통합당     | 2011~2013 | 합당      |
|           | 민주당         | 2013~2014 | 당명 변경 |
|           | 새정치민주연합 | 2014~2015 | 합당      |
|           | 더불어민주당   | 2015~현재 | 당명 변경 |

## 같이 보기
- 청주시 서원구 (선거구)
- 청주시 서원구의 국회의원